# شعیب
شعیب نامی است که در قرآن به پدرزن موسی داده شده است. پدرزن موسی در تورات دو نام متفاوت رعوئیل (خروج ۲:۱۸) و یترون (خروج ۳:۱) دارد.

## شعیب درقرآن
در سوره هود آیات ۸۵ تا ۹۳درباره شعیب چنین آمده:
۸۵) ما به سوی مردم مدین، برادرشان شعیب را فرستادیم. صدا زد: ای قوم من! خداوند یگانه را بپرستید که هیچ معبودی جز او برای شما نیست. دلایل روشنی از طرف پروردگار برای شما آمده. حق پیمانه و وزن را ادا کنید و از حقوق مردم چیزی کم نگذارید. در روی زمین بعد از آن که اصلاح شده‌است، فساد نکنید.
۸۶) شما بر سر راه مردم با ایمان ننشینید و آن‌ها را تهدید نکنید و مانع راه خدا نشوید و با القای شبهات راه مستقیم حق را در نظر آن‌ها کج و مجهول نشان ندهید؛ و به خاطر بیاورید هنگامی که افراد کمی بودید سپس خداوند جمعیت شما را زیاد کرد و نیز خوب بنگرید که سرانجام کار مفسدان به کجا منتهی شد.
۸۷) اگر طایفه‌ای از شما به آنچه من مبعوث شده‌ام ایمان آورده و جمعیت دیگری ایمان نیاورده‌اند، شما صبر کنید تا خداوند میان ما حکم کند و او بهترین حاکمان است.
۸۸) اشراف زورمند و متکبّر قوم شعیب به او گفتند سوگند یاد می‌کنیم که قطعاً، هم خودت و هم کسانی را که به تو ایمان آورده‌اند، از محیط خود بیرون خواهیم راند، مگر این که هرچه زودتر به آیین ما بازگردید. (شعیب) گفت: آیا (می‌خواهید ما را به آیین خودتان بازگردانید) اگر چه مایل نباشیم؟
۸۹) اگر ما به آیین بت‌پرستی شما بازگردیم، و بعد از آن که خداوند ما را نجات داده خود را به این پرتگاه بیفکنیم، بر خدا افترا بسته‌ایم. ممکن نیست ما به آیین شما بازگردیم مگر این که خدا بخواهد. چرا که او از همه چیز آگاه است و احاطه علمی دارد. توکل و تکیه ما تنها بر خداست. پروردگارا! میان ما و جمعیت ما به حق حکم و داوری کن، و مشکلات و گرفتاری‌های ما را بر طرف ساز، و درهای رحمتت را به سوی ما بگشای که بهترین گشایندگانی.
۹۰) اشراف و متکبران خودخواهی که از قوم شعیب راه کفر را در پیش گرفته بودند (به کسانی که احتمال می‌دادند تحت تأثیر دعوت شعیب قرار گیرند) می‌گفتند: اگر از شعیب پیروی کنید به طور مسلم از زیانکاران خواهید بود.
۹۱) (هنگامی که کارشان به اینجا رسید) پس زلزله سخت و وحشتناکی آن‌ها را فرا گرفت، آنچنان که صبحگاهان همگی به صورت اجساد بی جانی در خانه‌هایشان افتاده بودند.
۹۲) آن‌ها که شعیب را تکذیب کردند، آنچنان نابود شدند که گویا هرگز در این خانه‌ها سکنی نداشتند. آن‌ها که شعیب را تکذیب کردند زیانکار بودند.
۹۳) او از قوم گنهکار روی برگردانید و گفت: من رسالت پروردگارم را ابلاغ نمودم، و به مقدار کافی نصیحت کردم و از هیچ گونه خیر خواهی فروگذار نکردم. با این حال چگونه به حال این جمعیت کافر تأسف بخورم.

## شعیب در ادبیات
در فرهنگ عمید آمده است که «نامی اسرائیلی و یهودی، نام یکی از پیغمبران بنی‌اسرائیل که پدر زن حضرت موسی بوده ‎است.» نام پیغمبری است که پدرزن موسی بود و نام اصلی او اوثیرن و به فارسی یوبب گویند. (ناظم الاطباء) و گویند نام او یثرون بن صیقون بن عیفا بن ثابت بن مدین بن ابراهیم. وگفته‌اند که اسم او شعیب بن میکائیل از اولاد مدین بود. (از منتهی الارب)

## نگارخانه

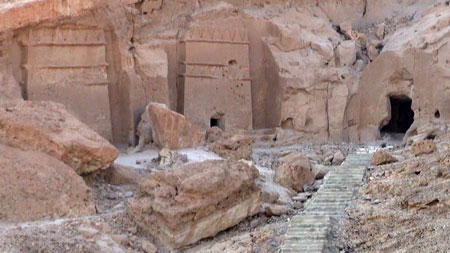